# موت أدونيس (مازولي)
موت أدونيس هو تمثال رخام للنحات الإيطالي جوزيبي مازولي، التمثال معروض داخل متحف هيرميتاج.